# گمینا کلشچله
گمینا کلشچله (به لهستانی:  Gmina Kleszczele) یک گمینا در لهستان است که در شهرستان خاینووکا واقع شده‌است. گمینا کلشچله ۱۴۲٫۶۲ کیلومتر مربع مساحت و ۲٬۸۹۴ نفر جمعیت دارد.